# Cha-cha

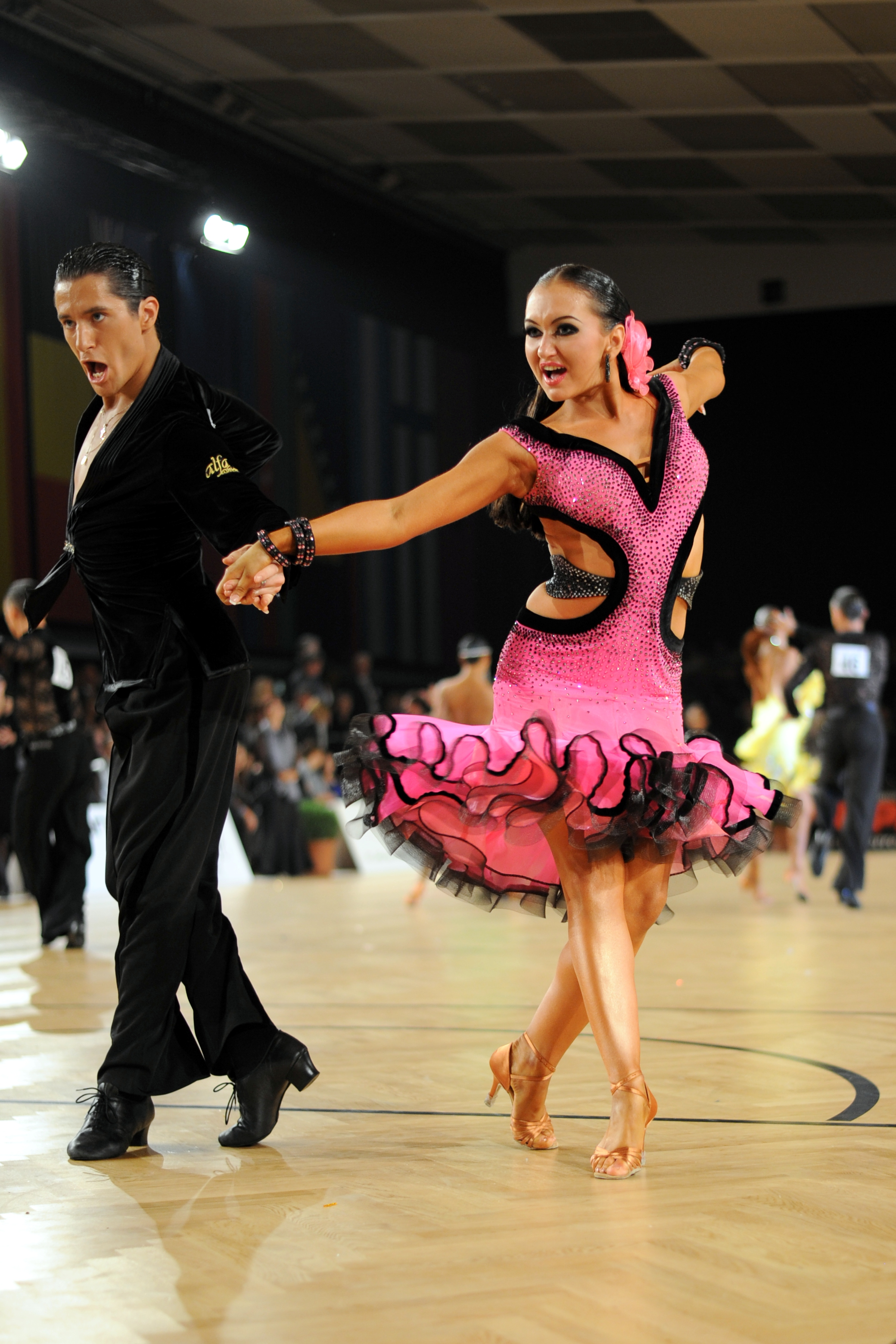
New-york w cha-chy

Cha-cha, cha-cha-cha, cza-cza – kubański, latynoamerykański taniec towarzyski w metrum parzystym 4/4 i typowym tempie 32-33 taktów na minutę, wywodzący się z rumby i mambo.
Taniec cha-chy opiera się na kroku chassé, czyli kroku w formacie odstaw-dostaw-odstaw. Chassé wykonywane do tyłu nosi nazwę back lock (odstaw-skrzyżuj-odstaw), natomiast w przód lock step (format taki sam jak w krokach do tyłu). Aby cha-cha wyglądała efektownie, należy zwrócić uwagę na przeprostowywanie kolan oraz ogólną moc nóg, co ma również wpływ na ruch innych partii ciała, np. bioder.
W stylu i sposobie tańczenia cha-cha zmieniała się często. Jej autorem był Pierre Lavelle. Początkowo ważna była forma staccato, która polegała na ostrym zginaniu i prostowaniu kolan. Z czasem została zastąpiona łagodniejszą, lecz równie rytmiczną akcją nóg. Forma taneczna cha-chy została ustalona dopiero w 1953. Po raz pierwszy zatańczono ten taniec w Niemczech w 1957, a Gerd Hadrich zademonstrował pierwsze kroki. Cha-cha zawiera w sobie dużo elementów rumby i beatu.
Cha-cha jest akcentowana na 1. i 3. miarę taktową. W kroku podstawowym schematem rytmicznym cha-chy jest grupa: ćwierćnuta, ćwierćnuta, ćwierćnuta, dwie ósemki (raz-dwa-trzy-cha-cha). W bardziej zaawansowanych figurach (ronda, timestepy) kroki wolne (ćwierćnuty) i szybkie (ósemki) mogą występować w rozmaitych połączeniach. Przeważnie kroki wolne wykonuje się, podobnie jak w rumbie, na przeprostowanych kolanach, a kroki szybkie na rozluźnionych. Podstawowa technika taneczna cha-chy jest bardzo zbliżona do techniki rumby. Główną zasadą techniczną są tzw. „przeprosty”, figury polegające na wyprostowywaniu kolan na „raz” oraz w figurze „lockstep”. W cha-chy charakterystyczne są także kokieteryjne ruchy. Ruch bioder jest wyraźny, podobny do tego z rumby, lecz jednak nie tak głęboki, ze względu na szybsze tempo.
Na turniejach WDSF cha-cha tańczona jest jako drugi taniec latynoamerykański, na turniejach WDC – jako pierwszy.